# Парк замків та оборонних споруд давньої України
Парк «Замків та оборонних споруд давньої України» — парк мініатюр просто неба. Розташований у Львові, на вулиці Коперника, 15, на території Львівської галереї мистецтв, що біля Палацу Потоцьких і Музею мистецтва давньої української книги. В парку виставлено 14 моделей оборонних споруд, виконаних з бетону в масштабі 1:50. Навпроти кожного експонату є таблиця, на якій відображена стисла історична довідка про об'єкт. Макети представляють найдавніші замки та оборонні храми Галичини, Волині, Закарпаття, Поділля, Буджаку, Наддніпрянщини, Таврії.
На першому етапі планується довести чисельність макетів до 15, з подальшим збільшенням експозиції до 25—30 макетів. Парк відкрито для відвідувачів з 9:00 до 17:00 щоденно. Вхід безкоштовний.

## Опис
Макети виставлені на відкритому повітрі для огляду у період з середини березня до середини жовтня. У зимовий період макети консервуються. Впорядковано простір навколо макетів, зроблений ландшафтний дизайн. За два місяці 2010 року в парку побувало декілька тисяч відвідувачів, зокрема туристичні групи, як з різних регіонів України, так і закордонних.

## Історія
Презентацію перших експонатів Парку було здійснено 8 жовтня 2010 року. Ідею створення парку ще з 1990-х років виношував директор Львівської галереї мистецтв, Герой України Борис Григорович Возницький. До реалізації проекту згодом частково долучився директор Палацу Мистецтв Гнатковський Юрій Олександрович. Роботи над виготовленням макетів було розпочато у серпні 2009 року, і до жовтня 2010 року було встановлено перші вісім, виготовлених колективом під керівництвом та за реконструкціями Качора Ігора Володимировича.

## Мініатюри
Станом на сьогодні виставлено макети:
- однієї з найдавніших збережених мурованих оборонних споруд Галицько-Волинської держави — Кам'янецька вежа 1287 року у давньому Кам’янці-Литовському Берестейської області Білорусі;
- Високого замку XIV—XVII ст. у Львові;
- найдавнішого замку України в смт Олесько Буського району Львівської області, станом на XIV—XV ст.;
- замку тамплієрів XIII—XVI ст. в смт Середнє Ужгородського району Закарпатської області;
- замку XIV—XVII ст. князів Острозьких у м. Острог Рівненської області;
- оборонного костелу XVII ст. з арсеналом у с. Біще Бережанського району Тернопільської області;
- оборонної церкви XIV—XVIII ст. у с. Сутківці Ярмолинецького району Хмельницької області;
- найдавнішої оборонної церкви XIV—XVI ст. на теренах сучасної Польщі, у с. Посада Риботицька Підкарпатського воєводства (давніше Перемиська земля Руського воєводства);
- Кам'янецької міської брами Сатанова XV ст. — 1724 Городоцького району Хмельницької області;
- парадної міської Галицької брами XIII—XVII ст. Львова;
- Кілійської міської брами 1440-ті рр. — 1484 Аккерманської фортеці м. Білгород-Дністровський Одеської області;
- Нижньої польської брами XV—XVI ст. Кам'янця-Подільського Хмельницької області;
- Церкви Преображення Господнього с. Залужжя (Збаразький район) Тернопільської області;
- Консульського замку генуезької фортеці XIV—XV ст., м. Судак Крим;
- найдавнішої збереженої оборонної споруди Галицько-Волинської держави і на сході сьогоднішньої Польщі — вежі у Столп'є (на межі ХІІ—ХІІІ ст.) колишньої Холмської землі Руського воєводства (нині Польща);
- найдавнішої збереженої оборонної споруди Київської Русі — парадної міської брами Золотих воріт Києва до 1037 р.;
- оборонної Іллінської церкви 1653, с. Суботів Чигиринського р-ну Черкаської області;
- оборонної монастирської церкви Іоанна Милостивого 1625, с. Великі Загайці Шумського р-ну, Тернопільської області.

## Галерея

Возницький Б. Г. закладає фундамент першого макету
Парк мініатюр
Закладення експозиції парку
Вежа-стовп. Кам'янець
Високий замок. Львів
Олеський замок.
Середнянський замок
Острозький замок
Оборонний костел у Біще
- Оборонна церква. Посада Риботицька
Кам'янецька міська брама Сатанова
Кілійська брама Аккерманської фортеці
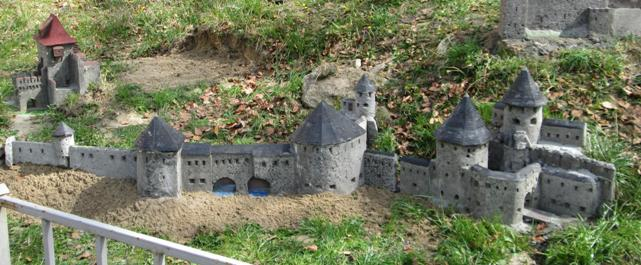
Нижня Польська брама
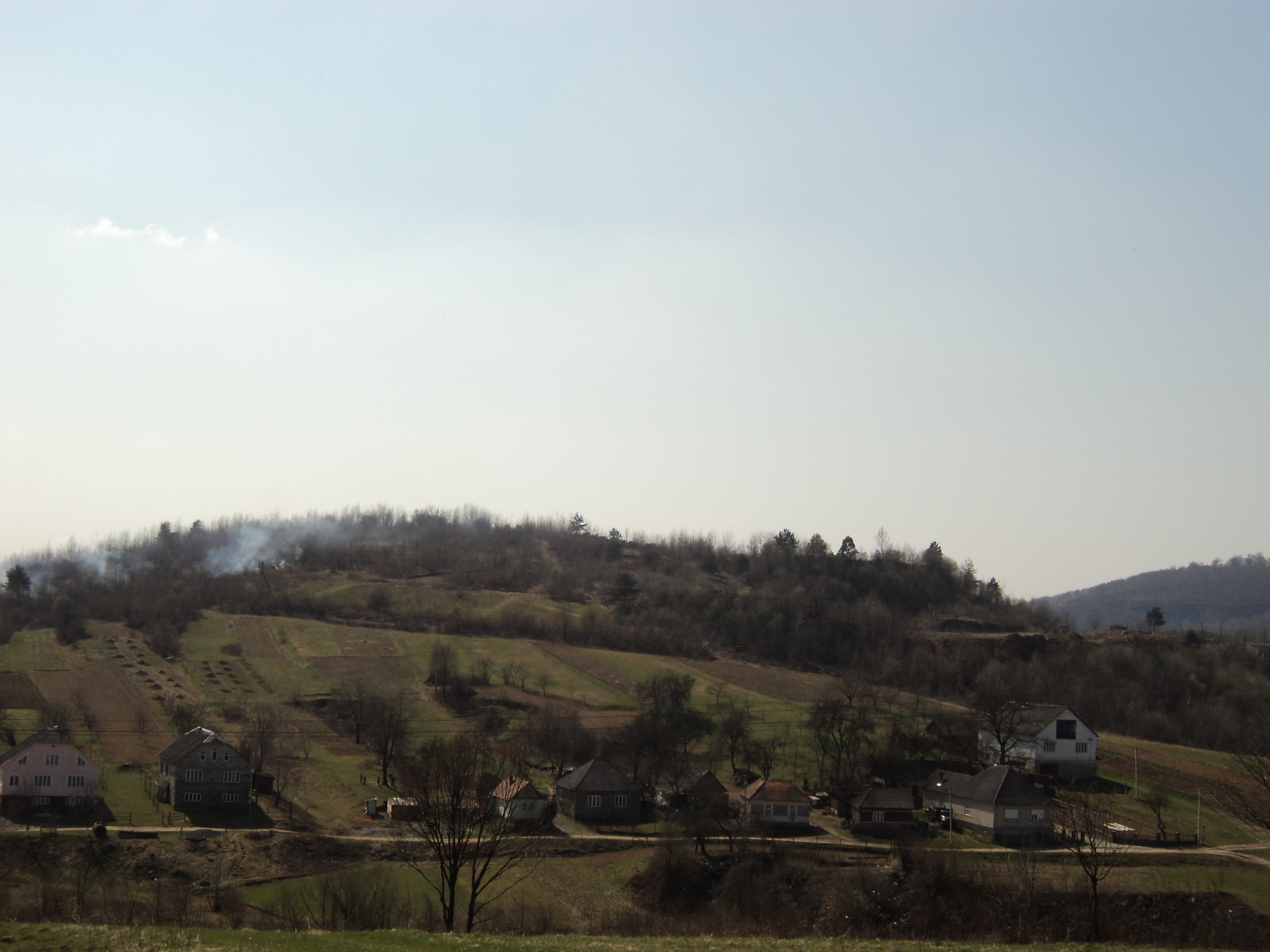
Осінь
- Оборонна церква. ЗалужжяОборонна церква. Залужжя
- Галицька брама. ЛьвівГалицька брама. Львів
- Консульський замок. СудакКонсульський замок. Судак